# Rescue / Rydeen 79/07
Rescue / Rydeen 79/07 est un single de Yellow Magic Orchestra / HASYMO sorti le 22 août 2007 chez Commmons (en).

## Pistes
1. Rescue (3:36)
2. Rydeen 79/07 (5:18)